# Santa María Rivarredonda
Santa María Rivarredonda – gmina w Hiszpanii, w prowincji Burgos, w Kastylii i León, o powierzchni 11,76 km². W 2011 roku gmina liczyła 95 mieszkańców.